# Cremastosperma stenophyllum
Cremastosperma stenophyllum är en kirimojaväxtart som beskrevs av Pirie. Cremastosperma stenophyllum ingår i släktet Cremastosperma, och familjen kirimojaväxter. Inga underarter finns listade i Catalogue of Life.